# Sextuor à cordes (Rimski-Korsakov)
Pour les articles homonymes, voir Sextuor à cordes (homonymie).

Le Sextuor à cordes en la majeur est une œuvre de musique de chambre pour deux trios à cordes de Nikolaï Rimski-Korsakov. Composé en 1876, il était destiné à un concours de composition organisé par la Société russe Impériale de Musique.

## Analyse de l'œuvre
L'œuvre comporte cinq mouvements :
1. Allegro vivace : Dans un climat féérique, les violoncelles exposent le thème.
2. Rondo fugato : Double fugue précède un scherzo sur un tempo vivace al saltarello.
3. Scherzo. Vivace alla saltarello
4. Andante espressivo : Cantilène romantique aux accents slaves exposée par le violoncelle.
5. Finale, Allegro molto : Conclusion détachée et simple.

- Durée d’exécution : trente deux minutes.